# Winfred Yavi
Winfred Mutile Yavi (ur. 31 grudnia 1999) – lekkoatletka urodzona w Kenii, reprezentantka Bahrajnu. Specjalizuje się głównie w biegu na 3000 metrów z przeszkodami. Mistrzyni olimpijska, mistrzyni świata 2023, trzykrotna medalistka mistrzostw Azji. Złota medalistka igrzysk azjatyckich z 2018 i 2022 roku. W tym samym roku w Tampere zdobyła również brązowy medal na Mistrzostwach świata juniorów w lekkoatletyce, a także brąz w lekkoatletycznym Pucharze interkontynentalnym, rozgrywanym w czeskiej Ostrawie.